# البدع الشرقية
البدع أو البدع الشرقية هو تجمع سكني في قطر، ويقع في بلدية الدوحة.